# パーニーパット
パーニーパット（Panipat、ヒンディー語: पानीपत）はインドのハリヤーナー州パーニーパット県にある古い歴史を持った都市である。デリーより北へ90km、チャンディーガルより南へ169kmに位置し、国道1号が通る。パーニーパットでは1526年、1556年、1761年の3回にわたりインド史上のターニングポイントとなった戦いがここで行われた。織物工業においても知られており、美しい模様やデザインの絨毯やキルトの毛布が町の名物である。

## 歴史

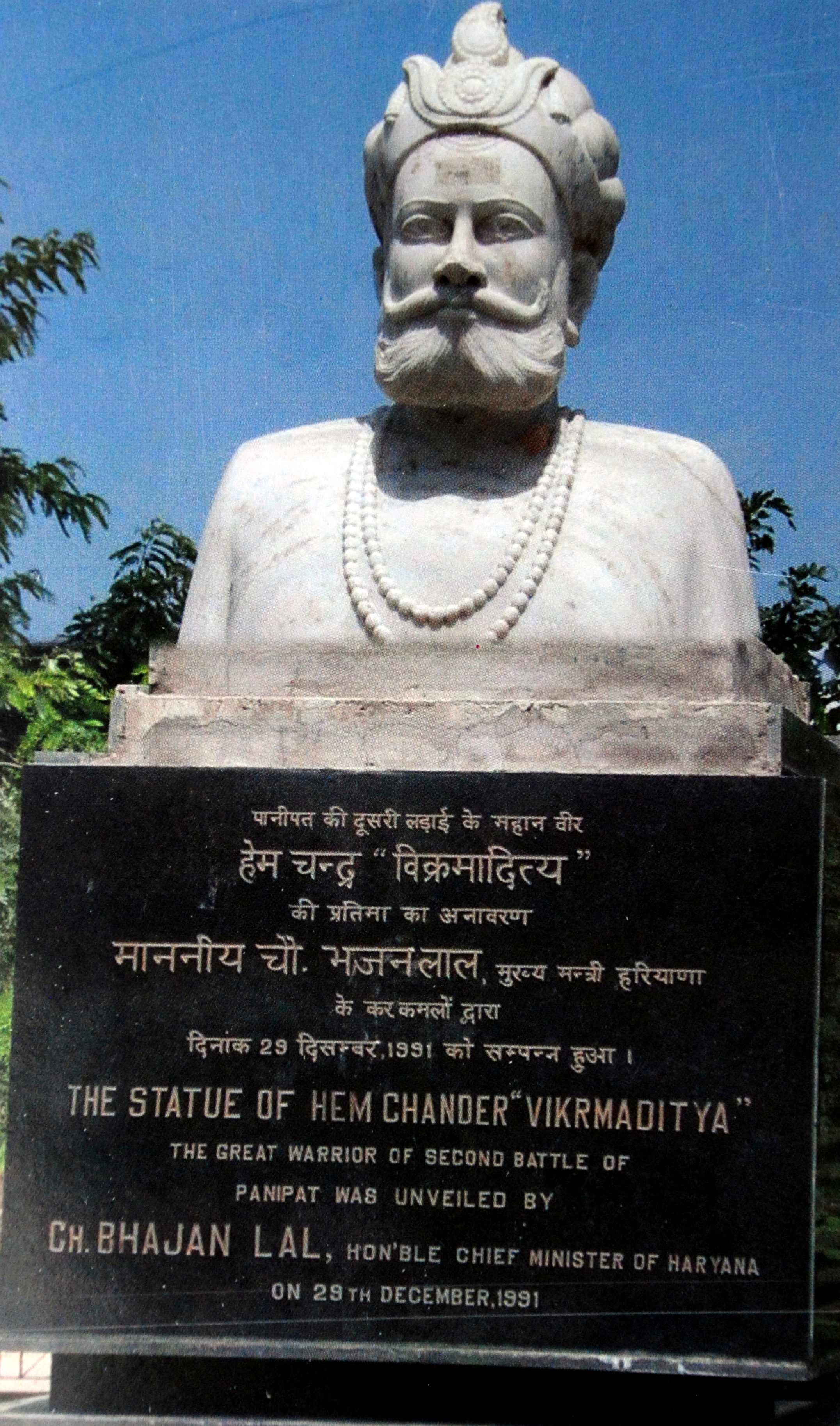
パーニーパットにあるヘームー（ヘーム・チャンドラ・ヴィクラマーディティヤ）の彫像。

言い伝えによると当地は『マハーバーラタ』の時代、パーンダヴァとカウラヴァの一族の戦いでユディシュトラがドゥリヨーダナに和平の代償として要求した五つの地域のうちの一つであったという。
『バガヴァッド・ギーター』で言及されるダルマクシェートラ（Dharmakshetra）が今でいうパーニーパットであったとみられている。
パーニーパットの平原では北インドの命運を握る三度の決戦が行われた。
1526年に行われた最初のパーニーパットの戦いは後にムガル帝国の初代皇帝となるテュルク・モンゴル系の君主バーブルがデリー・スルターン朝を率いるイブラーヒーム・ローディーを打ち破ったことで、デリーにおけるローディー朝の支配を終わらせた。
1556年の第二次パーニーパットの戦いではバーブルの孫である皇帝アクバルが北インドのヒンドゥー教徒の王を名乗った武将ヘームーを倒し、ムガル帝国の覇権を確立した。
1761年の第三次パーニーパットの戦いはアフガン人のドゥッラーニー朝がマラーター同盟へと侵攻し打ち負かした。

## 地理
パーニーパットは国道1号（G.T. road、NH-1）沿い、デリーから北へ90kmにある。パーニーパット県は3方向でハリヤーナー州内の他の県と隣接していて北がカルナール県、西がジーンド県、南がソーニーパット県になる。東はヤムナー川を挟んでウッタル・プラデーシュ州となっている。

## ギャラリー

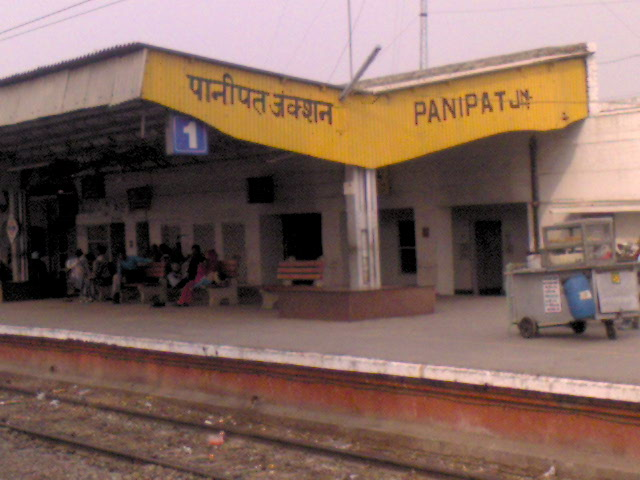
パーニーパット・ジャンクション駅（英語版）
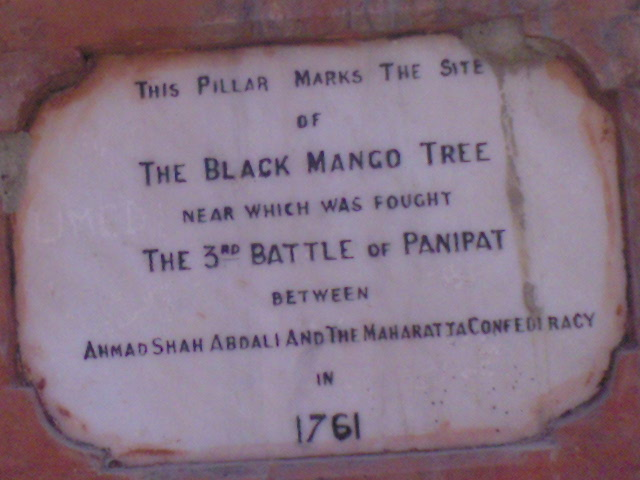
第三次パーニーパットの戦いの戦場を示す碑
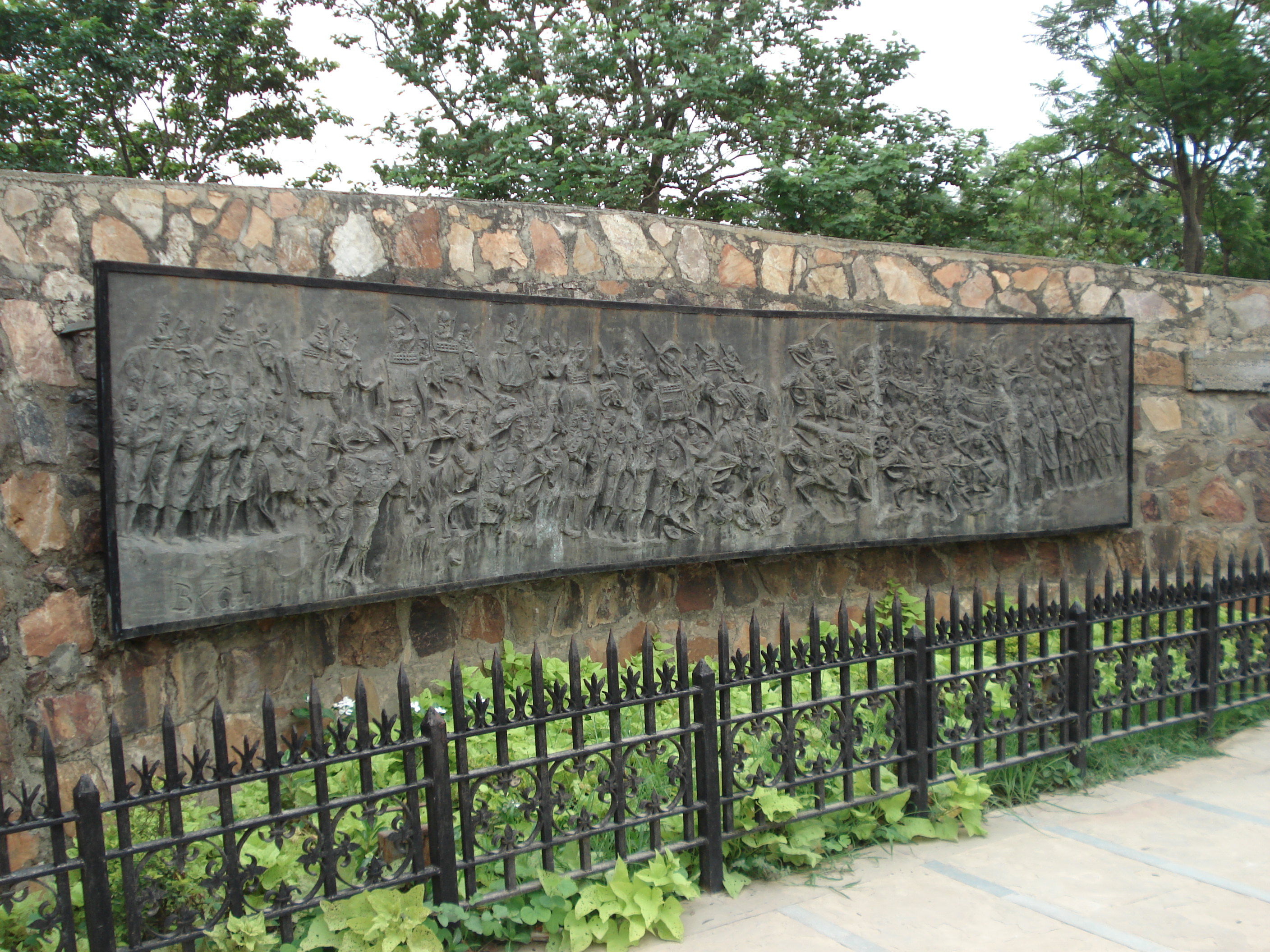
Kala Ambの第二次パーニーパットの戦いの戦場跡に飾られた壁彫刻
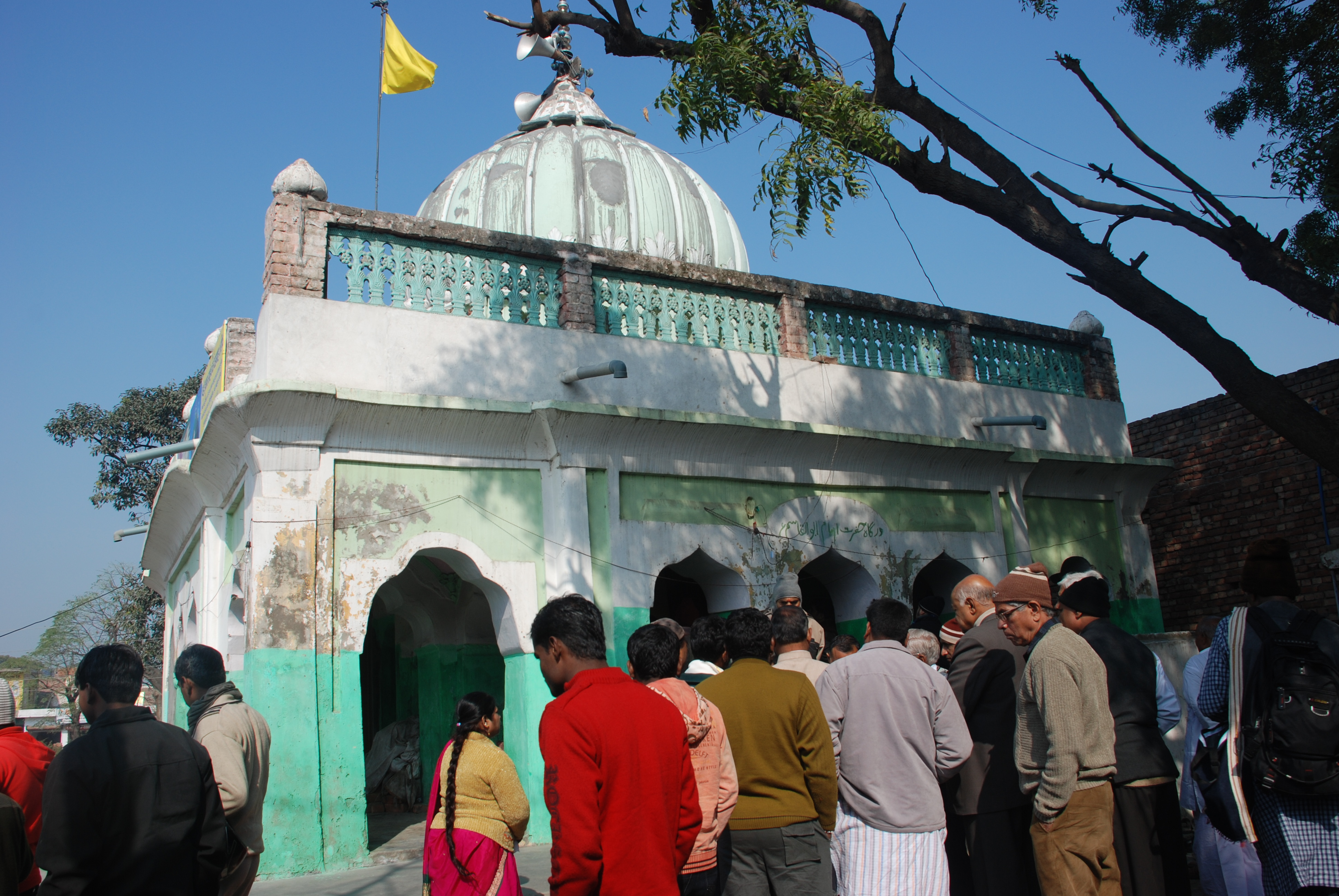
ラージャ・ヘームーの首が切られた地を記念する建築